# William Tubman
William Vacanarat Shadrach Tubman (29 de novembre de 1895 a Harper, Libèria - 23 juliol de 1971 a Londres, Regne Unit) va ser el 19è President de Libèria, entre 1944 i 1971, any de la seva mort.
Se'l considera el "pare de la moderna Libèria", ja que la seva presidència es va caracteritzar per l'afluència d'inversió estrangera al seu país i la modernització de Libèria, i és responsable de nombroses reformes socials i polítiques, com el reconeixement de el dret de sufragi i de propietat per a les dones majors de 21 anys, permetre a les tribus aborígens la participació en tasques de govern, i procurar l'establiment d'un sistema universal d'ensenyament públic. Tubman va ser un ferm aliat dels Estats Units i un cap d'Estat prominent del concert polític africà i va rebre diverses condecoracions i reconeixements de països occidentals.
Durant el seu mandat, Libèria, va viure un període de prosperitat i de notable creixement econòmic. A més, va dur a terme una política d'unificació nacional amb la finalitat de reduir les desigualtats socials i les diferències polítiques entre els hegemònics américo-liberians, als quals pertanyia, i els indígenes de país. No obstant això, ha estat acusat pels seus crítics d'un fort autoritarisme i de tolerar una àmplia corrupció que acabaria per arrossegar temps després a el país a la crisi i la guerra.